# Herpestomus minimus
Herpestomus minimus là một loài tò vò trong họ Ichneumonidae.